# Fort Denaud, Florida
Fort Denaud, Florida (енгл. Fort Denaud) насељено је место без административног статуса у америчкој савезној држави Флорида.

## Демографија
По попису из 2010. године број становника је 1.694.
| Група             | 2000.    | 2010.         |
| Белци             | 0 (0,0%) | 1.417 (83,6%) |
| Афроамериканци    | 0 (0,0%) | 20 (1,2%)     |
| Азијати           | 0 (0,0%) | 8 (0,5%)      |
| Хиспаноамериканци | 0 (0,0%) | 223 (13,2%)   |
| Укупно            | 0        | 1.694         |